# Fjord Bøk
Fjord Bøk (norsky: Bøkfjorden, sev. sám.: Báhčaveaivuotna) je fjord v jižní části oblasti Sør-Varanger v kraji Finnmark v Norsku.
Fjord Bøk je jižním ramenem fjordu Varanger (Varangerfjorden) s ústím mezi Transpersneset na ostrově Kjelmøya na západě a Gråtaren na východě, postupuje na jih až k ústí řeky Pasvikelva u obce Elvenes (vzdálené 1,5 km od hranice s Ruskem).
Jižně ostrova Kjelmøya odbočuje na jihozápad malé rameno fjordu Krok a zátoky Sølferbotn do ostrova Skogerøya. Mezi jihovýchodní břehy ostrova Skogerøya a severozápadními břehem poloostrova Tømmerneset odbočuje rameno fjordu Kors. Na jihu u města Kirkenes jihozápadním směrem pokračuje fjord Lang. Fjord Bøk je dlouhý 22 km, fjord Lang je dlouhý 33 km.
Východně ostrova Skogerøya se nachází ostrov Reinøya. Na jihovýchod od ostrova Reinøya je osada Ropelv. Přes fjord u města Kirkenes leží vesnice Jakobsnes. Na východním pobřeží fjordu Bøk vede silnice Fv354.
Na západní části ústí fjordu Bøk stojí maják Bøkfjord.

## Galerie

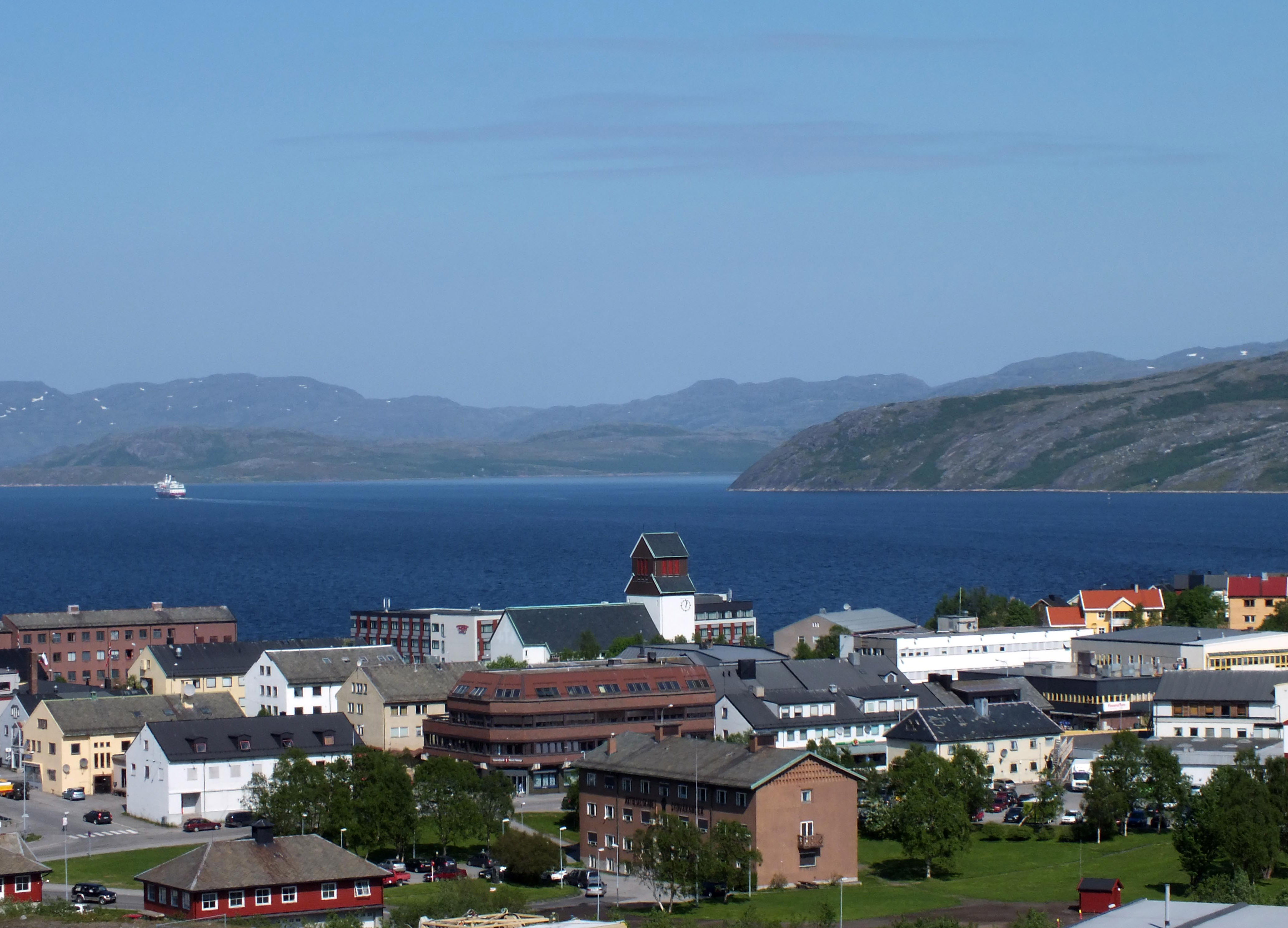
Město Kirkenes
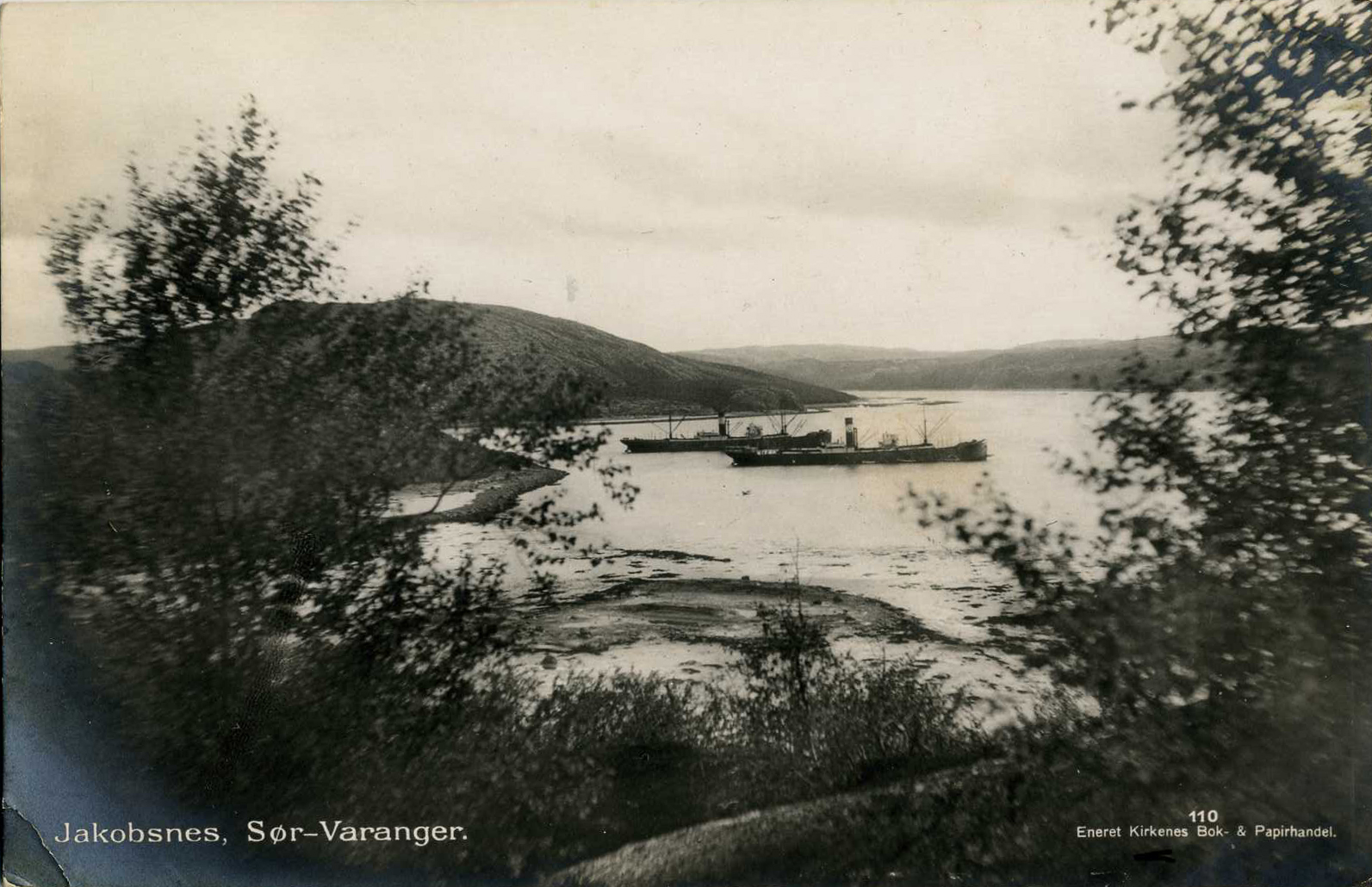
Obec Jakobnes
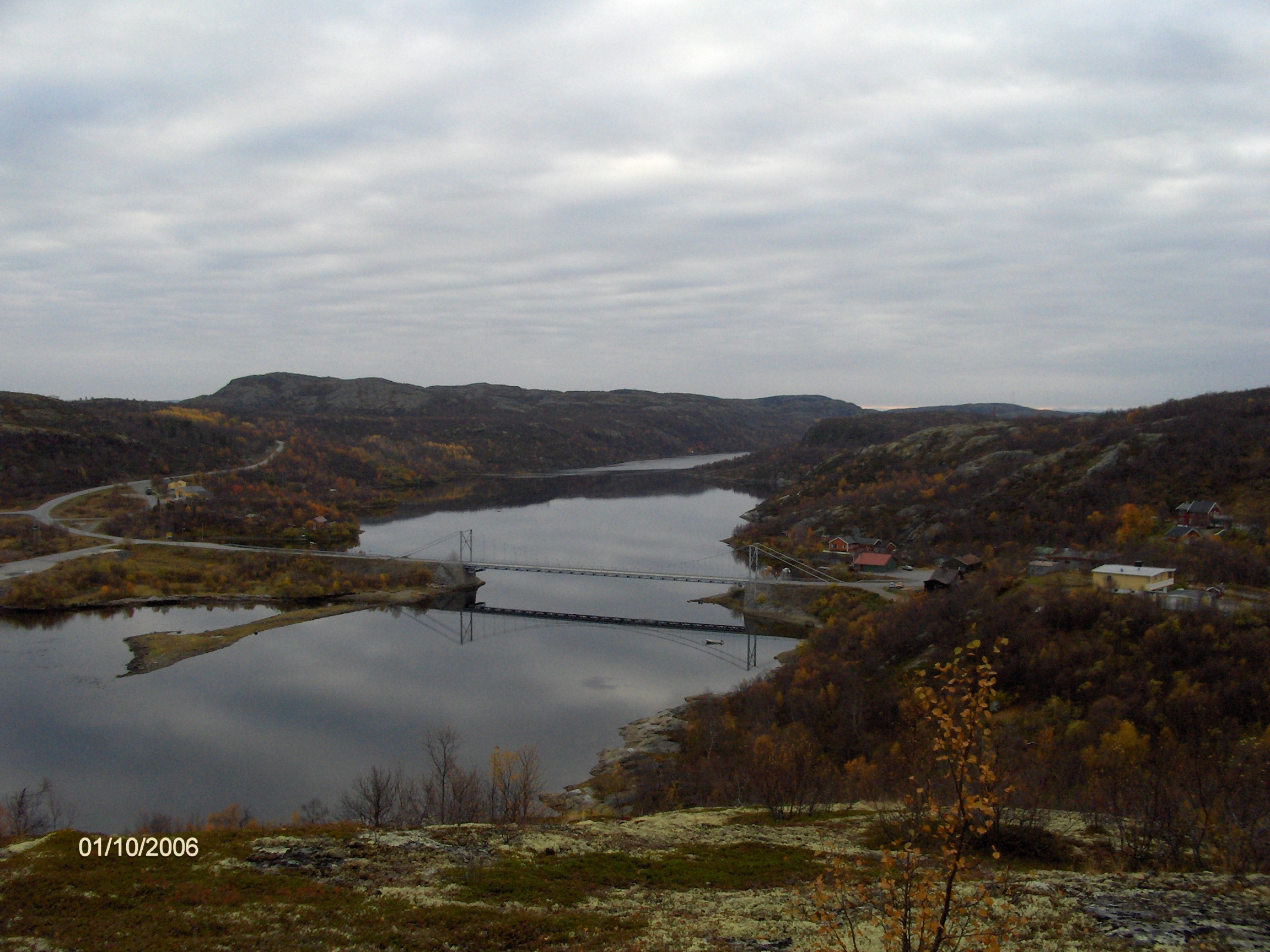
Elvenes